# عزلة الأحجول (المحويت)

تعديل مصدري - تعديل

عزلة الأحجول هي إحدى عزل مديرية المحويت في محافظة المحويت اليمنية ويبلغ تعداد سكانها 3246 نسمة حسب التعداد السكاني في اليمن لعام 2004.

## روابط خارجية
- الجهاز المركزي للإحصاء بالجمهورية اليمنية
- المركز الوطني للمعلومات باليمن
- World Gazetteer:Yemen
- الدليل الشامل